# Provins
Provins je naselje in občina v osrednji francoski regiji Île-de-France, podprefektura departmaja Seine-et-Marne. Leta 1999 je naselje imelo 11.667 prebivalcev. Upravni sedež Arrondissements Provins in kanton Provins. Je član in sedež Communauté de Communes du Provinois, leži pa ob reki Voulzie.

## Geografija
Kraj leži v osrednji Franciji, 48 km vzhodno od Meluna.

## Administracija
Provins je sedež istoimenskega kantona, v katerega so poleg njegove vključene še občine Chalautre-la-Petite, La Chapelle-Saint-Sulpice, Chenoise, Cucharmoy, Longueville, Mortery, Poigny, Rouilly, Saint-Brice, Saint-Hilliers, Saint-Loup-de-Naud, Sainte-Colombe, Soisy-Bouy in Vulaines-lès-Provins z 20.996 prebivalci.
Naselje je prav tako sedež okrožja, v katerem se nahajajo kantoni Bray-sur-Seine, Donnemarie-Dontilly, La Ferté-Gaucher, Montereau-Fault-Yonne, Nangis, Provins, Rebais, Rozay-en-Brie in Villiers-Saint-Georges s 146.975 prebivalci.

## Zgodovina
Provins je bil v času pod oblastjo šampanjskih grofov eno glavnih sejemskih mest v Šampanji.
Čeprav se Provins v dokumentu prvič omenja leta 802, je verjetno veliko starejši. Vendar pa so prve vojaške utrdbe iz tega obdobja. Ker je Provins nastal na križišču pomembnih trgovskih poti (sever-jug in vzhod-zahod), se je v srednjem veku (zlasti od 9. do 13. stoletja) tu dogajal eden največjih trgov v državi. Še danes je mogoče takratne dogodke v Grange aux Dîmes rekonstruirati. Mesto je bilo takrat pod zaščito grofov Champagne.

## Znamenitosti
Provins je bil uvrščen med Ville d 'art et d'histoire in je od leta 2001 na seznamu Unescove svetovne dediščine. Mestno obzidje, ki je bilo zgrajeno v letih 1226 do 1314, je dolgo 1200 metrov in opremljeno z 22 stolpi.
- Cerkev Saint-Ayoul (katere posmrtne ostanke so našli tukaj leta 996)
- Collégiale Saint-Quiriace (12. stoletje)
- Tour Notre-Dame-du-Val (1544)
- Cerkev Sainte-Croix
- Hostellerie de la Croix d'Or, ki velja za najstarejši hotel v Franciji, trenutno v obnovi; pročelje je od izgradnje hiše (1264–1270) ostalo nespremenjeno.

Hôtel du Vauluisant (13. stoletje)
- Tour César (12. stoletje); en sam osmerokotni donjon na kvadratnem tlorisu (stoji na hribu), je bil takrat uporabljen za utrdbo, kot zapor in opazovalni stolp.
- Maison romane; je romanska hiša iz 12. stoletja. Od leta 1941 je kulturni spomenik (Monument historique).
- Grange aux dîmes; je romanska stavba iz 12. stoletja. Od leta 1847 je zgodovinski spomenik.
- Couvent des Cordeliéres je nekdanji samostan revnih Klaris, ki je obstajal od leta 1248 do revolucije.

Podzemlje starega mesta je prepleteno s srednjeveškimi prehodi, ki jih je mogoče obiskati. Igrajo vlogo v romanu Umberta Eca Foucaultovo nihalo.
Provins velja za prestolnico predelave vrtnic: rožna marmelada (confiture de pétales de rose), rožni med (miel à la rose de Provins) in rožni bonboni. Leta 1239 je Thibaud IV. de Champagne (1201–1253) iz križarskega pohoda pripeljal slavno damaščansko vrtnico (Rosa × damascena). Iz nje so s križanjem nastale številne druge vrste vrtnic.

## Pobratena mesta
- Bendorf (Nemčija),
- Pingyao (Ljudska republika Kitajska).